# První Ženská Liga Amerického Fotbalu 2020
La První Ženská Liga Amerického Fotbalu 2020 è la 6ª edizione del campionato di football americano femminile di primo livello, organizzato dalla ČAAF.
Il 13 ottobre il campionato è stato annullato a causa della pandemia di COVID-19 del 2019-2021.

## Squadre partecipanti
| Club              | Città    | Stadio | Sponsor ufficiale | Risultato nella stagione 2018 |
| ----------------- | -------- | ------ | ----------------- | ----------------------------- |
| Brno Amazons      | Brno     |        |                   |                               |
| Jičín Windstorms  | Jičín    |        |                   |                               |
| Prague Black Cats | Praga    |        |                   |                               |
| Prague Harpies    | Praga    |        |                   |                               |
| Warsaw Sirens     | Varsavia |        |                   |                               |

## Stagione regolare

### Calendario

#### 1ª giornata
| Varsavia 5 settembre 2020, ore 13:00 | Warsaw Sirens | 18 – 68 (9-14 12-34 0-14 6-6) referto | Brno Amazons | GKP Targówek (187 spett.)\| Arbitro: \| Frehar \| |
| Arbitro:                             | Frehar        |                                       |              |                                                   |

| Valdice 6 settembre 2020, ore 14:00 | Jičín Windstorms | 0 – 58 (0-18 0-12 0-13 0-15) referto | Prague Black Cats | (351 spett.)\| Arbitro: \| Hovorka \| |
| Arbitro:                            | Hovorka          |                                      |                   |                                       |

#### 2ª giornata
| Čelákovice 12 settembre 2020, ore 14:00 | Prague Black Cats | 57 – 20 (26-14 18-0 13-0 0-6) referto | Warsaw Sirens | (271 spett.)\| Arbitro: \| Kriesman \| |
| Arbitro:                                | Kriesman          |                                       |               |                                        |

| Praga 13 settembre 2020, ore 14:00 | Prague Harpies | 52 – 15 (14-6 14-3 16-0 8-6) referto | Jičín Windstorms | Motorlet (251 spett.)\| Arbitro: \| Kriesman \| |
| Arbitro:                           | Kriesman       |                                      |                  |                                                 |

#### 3ª giornata
| Brněnské Ivanovice 20 settembre 2020, ore 11:00 | Brno Amazons | 74 – 0 (27-0 27-0 14-0 6-0) referto | Warsaw Sirens | (200 spett.)\| Arbitro: \| Gazdík \| |
| Arbitro:                                        | Gazdík       |                                     |               |                                      |

| Valdice 20 settembre 2020, ore 14:00 | Jičín Windstorms | 10 – 45 (0-20 10-18 0-7 0-0) referto | Prague Harpies | (150 spett.)\| Arbitro: \| Tuinenburg \| |
| Arbitro:                             | Tuinenburg       |                                      |                |                                          |

#### 4ª giornata
| Praga 27 settembre 2020, ore 14:00 | Prague Harpies | 41 – 38 (14-0 0-16 13-6 14-16) referto | Warsaw Sirens | Motorlet (0 spett.)\| Arbitro: \| Hameder \| |
| Arbitro:                           | Hameder        |                                        |               |                                              |

| Čelákovice 28 settembre 2020, ore 14:00 | Prague Black Cats | 6 – 54 (0-0 6-26 0-21 0-7) referto | Brno Amazons | (105 spett.)\| Arbitro: \| Pachulski \| |
| Arbitro:                                | Pachulski         |                                    |              |                                         |

#### 5ª giornata
| Brněnské Ivanovice 3 ottobre 2020, ore 11:00 | Brno Amazons | 62 – 0 (21-0 21-0 7-0 13-0) referto | Jičín Windstorms | (32 spett.)\| Arbitro: \| Kriesman \| |
| Arbitro:                                     | Kriesman     |                                     |                  |                                       |

#### 6ª giornata
| Varsavia 10 ottobre 2020, ore 13:00 | Warsaw Sirens | 48 – 25 (14-6 12-7 8-12 14-0) referto | Jičín Windstorms | GKP Targówek (0 spett.)\| Arbitro: \| Frehar \| |
| Arbitro:                            | Frehar        |                                       |                  |                                                 |

| Čelákovice 10 ottobre 2020, ore 14:00 | Prague Black Cats | – () referto | Prague Harpies |  |

#### 7ª giornata
| Brno 17 ottobre 2020, ore 14:00 | Brno Amazons | – referto | Prague Harpies | Sportovní areá Ondreje Sekory |

| Varsavia 18 ottobre 2020, ore 11:00 | Warsaw Sirens | – referto | Prague Black Cats | GKP Targówek |

#### 8ª giornata
| Praga 25 ottobre 2020, ore 14:00 | Prague Harpies | – referto | Prague Black Cats | Motorlet |

| Valdice 25 ottobre 2020, ore 14:00 | Jičín Windstorms | – referto | Brno Amazons |  |

### Classifica
La classifica della regular season è la seguente:
- PCT = percentuale di vittorie, G = partite giocate, V = partite vinte,  P = partite perse, PF = punti fatti, PS = punti subiti

| Pos. | Squadra           | PCT   | G | V | N | P | PF  | PS  |
| ---- | ----------------- | ----- | - | - | - | - | --- | --- |
| 1    | Brno Amazons      | 1.000 | 4 | 4 | 0 | 0 | 204 | 24  |
| 2    | Prague Harpies    | 1.000 | 3 | 3 | 0 | 0 | 136 | 63  |
| 3    | Prague Black Cats | .667  | 3 | 2 | 0 | 1 | 121 | 74  |
| 4    | Warsaw Sirens     | .200  | 5 | 1 | 0 | 4 | 124 | 209 |
| 5    | Jičín Windstorms  | .000  | 5 | 0 | 0 | 5 | 50  | 240 |

## Playoff

### VI Rose Bowl
| 2020 | TBD | – | TBD |  |

## Marcatrici
Classifica aggiornata alla 6ª giornata.

| Giocatore     | Sq.               | TD rush | TD recv | TD int | TD p.ret | TD k.ret | TD oth | Xp1 | Xp2 | FG | Saf | Totale |
| ------------- | ----------------- | ------- | ------- | ------ | -------- | -------- | ------ | --- | --- | -- | --- | ------ |
| Kubicová      | Brno Amazons      | 9       | 4       | 0      | 0        | 1        | 0      | 0   | 0   | 0  | 0   | 84     |
| Ta            | Prague Harpies    | 12      | 0       | 0      | 0        | 0        | 0      | 0   | 3   | 0  | 0   | 78     |
| Nečasová      | Brno Amazons      | 9       | 0       | 0      | 0        | 0        | 0      | 0   | 0   | 0  | 0   | 60     |
| Lonc          | Warsaw Sirens     | 0       | 7       | 0      | 0        | 0        | 0      | 4   | 2   | 0  | 0   | 50     |
| R. Dlabolová  | Prague Black Cats | 7       | 0       | 0      | 1        | 0        | 0      | 0   | 0   | 0  | 0   | 48     |
| 2 giocatrici  | 42                |         |         |        |          |          |        |     |     |    |     |        |
| Heroschová    | Brno Amazons      | 0       | 5       | 0      | 0        | 1        | 0      | 0   | 0   | 0  | 0   | 36     |
| B. Dlabolová  | Prague Black Cats | 4       | 1       | 0      | 0        | 0        | 0      | 0   | 0   | 0  | 0   | 30     |
| Jedličková    | Prague Harpies    | 3       | 0       | 0      | 0        | 0        | 0      | 8   | 0   | 0  | 0   | 26     |
| Schmiedová    | Brno Amazons      | 3       | 0       | 1      | 0        | 0        | 0      | 0   | 0   | 0  | 0   | 24     |
| Kalinová      | Jičín Windstorms  | 1       | 2       | 0      | 0        | 0        | 0      | 2   | 0   | 1  | 0   | 23     |
| Rozmanová     | Prague Black Cats | 3       | 0       | 0      | 0        | 0        | 0      | 0   | 0   | 0  | 0   | 18     |
| 3 giocatrici  | 12                |         |         |        |          |          |        |     |     |    |     |        |
| 2 giocatrici  | 8                 |         |         |        |          |          |        |     |     |    |     |        |
| 11 giocatrici | 6                 |         |         |        |          |          |        |     |     |    |     |        |
| Dziklińska    | Warsaw Sirens     | 0       | 0       | 0      | 0        | 0        | 0      | 0   | 2   | 0  | 0   | 4      |
| Hanzlová      | Prague Black Cats | 0       | 0       | 0      | 0        | 0        | 0      | 3   | 0   | 0  | 0   | 3      |
| 2 giocatrici  | 2                 |         |         |        |          |          |        |     |     |    |     |        |